# 阿祖加
阿祖加是羅馬尼亞的城市，位於該國中部，距離普洛耶什蒂67公里，由普拉霍瓦縣負責管轄，海拔高度939米，2009年人口4,978，大多數居民信奉東正教。

## 姐妹城市
- 中国伊春市[1]（2013年6月16日）